# Scleronycteris ega
Scleronycteris ega es una especie de murciélago de la familia Phyllostomidae. Es el único miembro del género monotípico Scleronycteris.

## Distribución geográfica
Se encuentra en el noroeste de Brasil y el sur de Venezuela.